# SN 2006fx
SN 2006fx – supernowa typu Ia odkryta 11 września 2006 roku w galaktyce A224616+0024. W momencie odkrycia miała maksymalną jasność 21,60m.